# Hymenaea stigonocarpa
Hymenaea stigonocarpa är en ärtväxtart som beskrevs av Friedrich Gottlob Hayne. Hymenaea stigonocarpa ingår i släktet Hymenaea och familjen ärtväxter.

## Underarter
Arten delas in i följande underarter:
- H. s. brevipetiolata
- H. s. pubescens
- H. s. stigonocarpa

## Bildgalleri

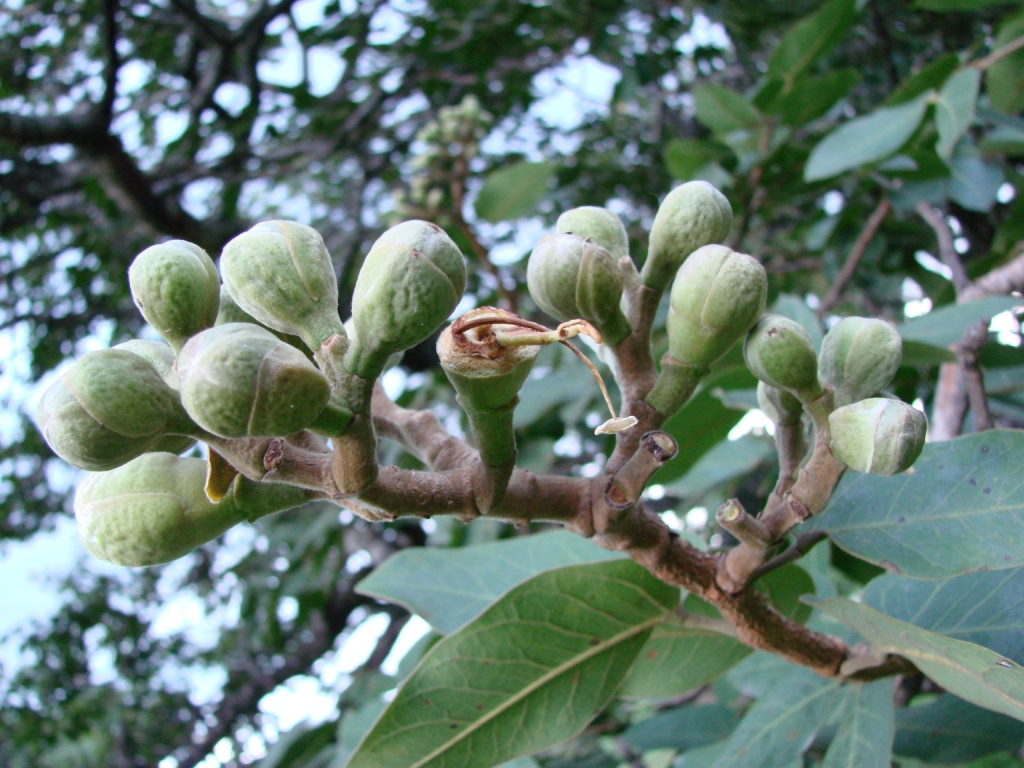
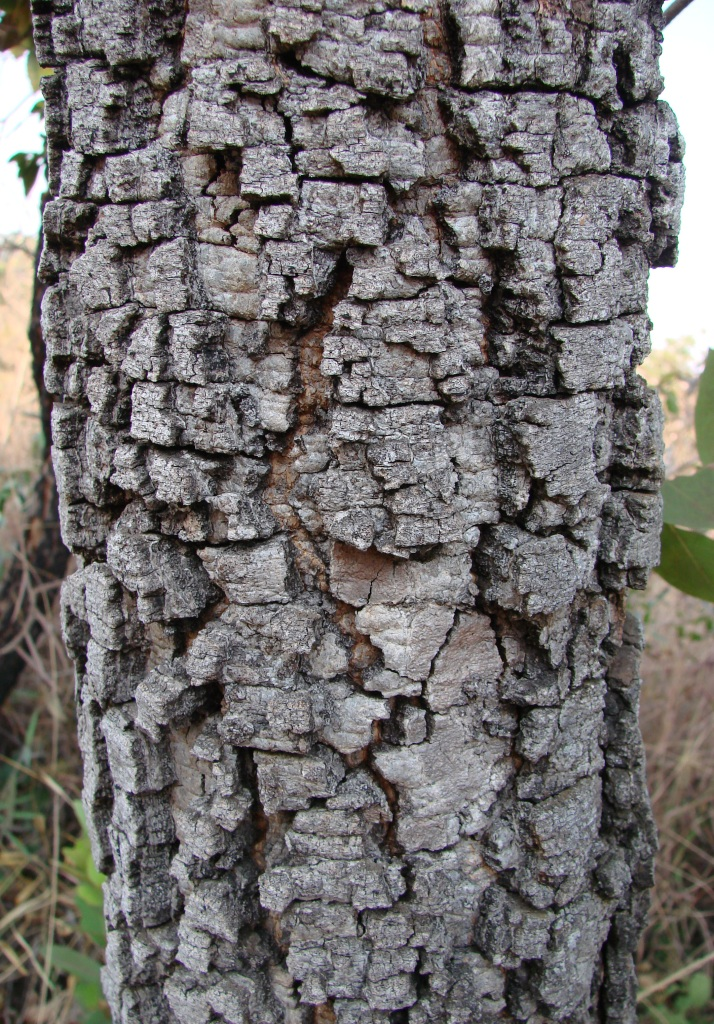
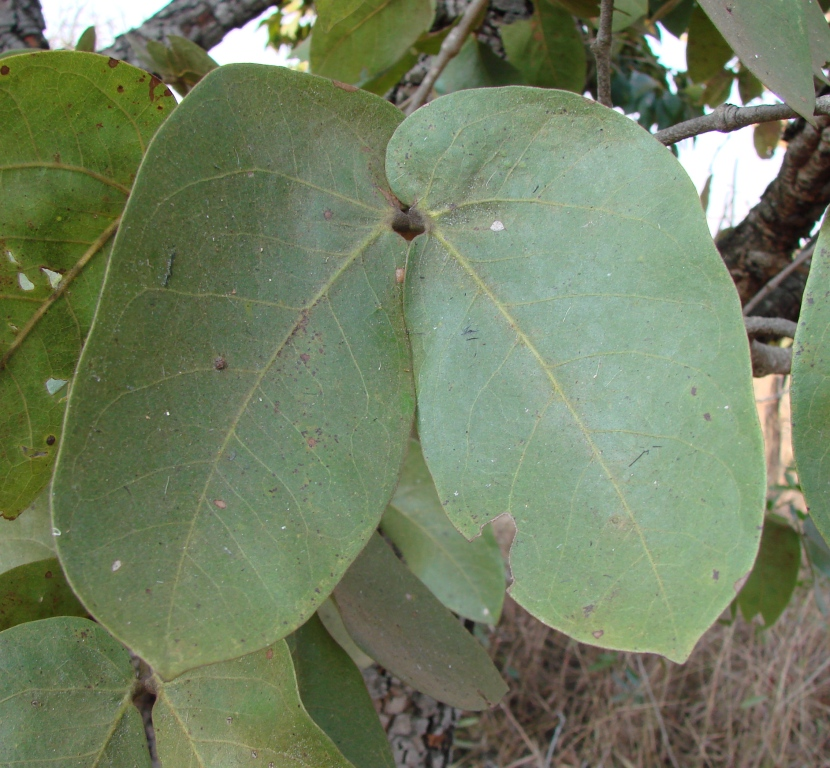
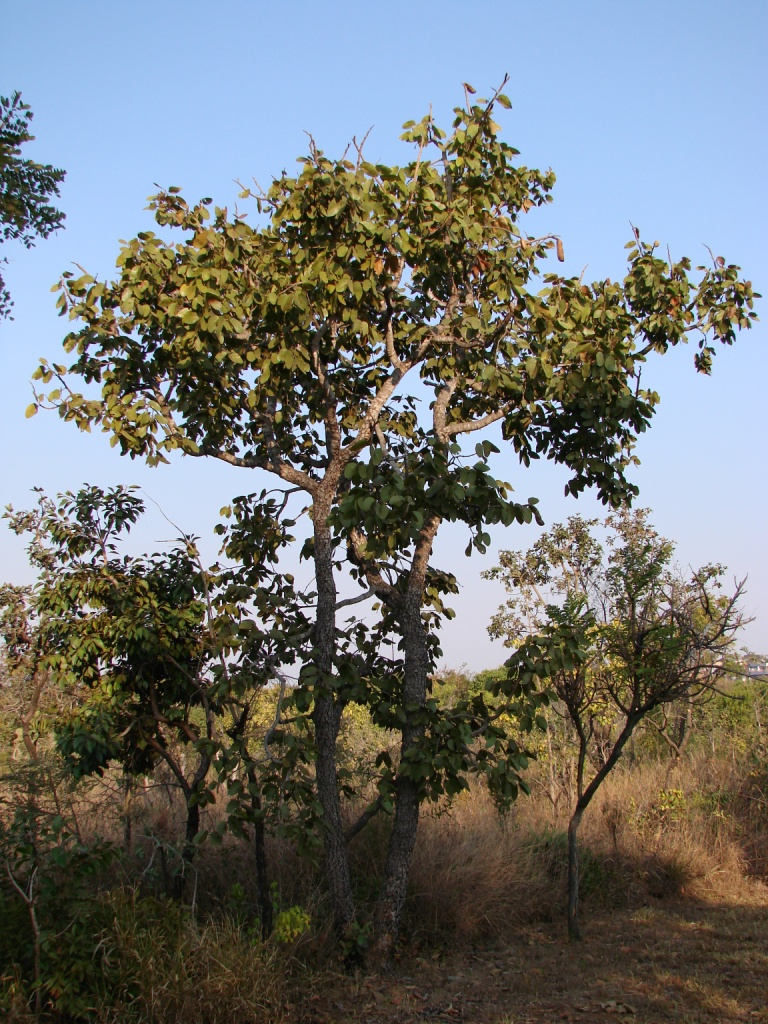